# Eleutherodactylus dolomedes
Eleutherodactylus dolomedes o rana ventriloquial haitiana es una especie de anfibio anuro de la familia Eleutherodactylidae.

## Distribución geográfica
Esta especie es endémica de Haití. Habita a una altitud de 1120 m en el macizo de la Hotte.

## Descripción
Los machos miden de 18.7 a 21.6 mm.

## Publicación original
- Hedges & Thomas, 1992 : Two New Species of Eleutherodactylus from Remnant Cloud Forest in Haiti (Anura: Leptodactylidae). Herpetologica, vol. 48, n.º 3, p. 351-358[5]